# Hemerobius marginatus
Hemerobius marginatus is een insect uit de familie van de bruine gaasvliegen (Hemerobiidae), die tot de orde netvleugeligen (Neuroptera) behoort. 
Hemerobius marginatus is voor het eerst wetenschappelijk beschreven door Stephens in 1836.